# Грейт-Нек-Естейтс (Нью-Йорк)
Грейт-Нек-Естейтс (англ. Great Neck Estates) — селище (англ. village) в США, в окрузі Нассау штату Нью-Йорк. Населення — 2990 осіб (2020).

## Географія
Грейт-Нек-Естейтс розташований за координатами 40°47′12″ пн. ш. 73°44′31″ зх. д. / 40.78667° пн. ш. 73.74194° зх. д. (40.786721, -73.741879).  За даними Бюро перепису населення США в 2010 році селище мало площу 2,08 км², з яких 1,96 км² — суходіл та 0,12 км² — водойми.

## Демографія
Згідно з переписом 2010 року, у селищі мешкала 2761 особа в 902 домогосподарствах у складі 757 родин. Густота населення становила 1331 особа/км².  Було 937 помешкань (452/км²).
Расовий склад населення:
| - 86,4 % — білих - 10,2 % — азіатів - 0,8 % — чорних або афроамериканців - 0,1 % — корінних американців - 1,1 % — осіб інших рас |

До двох чи більше рас належало 1,4 %. Частка іспаномовних становила 2,9 % від усіх жителів.
За віковим діапазоном населення розподілялося таким чином: 27,1 % — особи молодші 18 років, 53,1 % — особи у віці 18—64 років, 19,8 % — особи у віці 65 років та старші. Медіана віку мешканця становила 45,8 року. На 100 осіб жіночої статі у селищі припадало 90,4 чоловіків;  на 100 жінок у віці від 18 років та старших — 87,7 чоловіків також старших 18 років.
Середній дохід на одне домашнє господарство  становив 225 194 долари США (медіана — 176 250), а середній дохід на одну сім'ю — 251 254 долари (медіана — 208 472). За межею бідності перебувало 0,6 % осіб, у тому числі 0,0 % дітей у віці до 18 років та 3,6 % осіб у віці 65 років та старших.
Цивільне працевлаштоване населення становило 1250 осіб. Основні галузі зайнятості: освіта, охорона здоров'я та соціальна допомога — 34,2 %, науковці, спеціалісти, менеджери — 18,4 %, фінанси, страхування та нерухомість — 18,3 %.